# Vaux-sur-Blaise
Vaux-sur-Blaise è un comune francese di 418 abitanti situato nel dipartimento dell'Alta Marna nella regione del Grand Est.

## Società

### Evoluzione demografica
Abitanti censiti